# La Chailleuse
La Chailleuse è un comune francese del dipartimento del Giura nella regione della Borgogna-Franca Contea.
È stato creato il 1º gennaio 2016 dalla fusione dei preesistenti comuni di Arthenas, Essia, Saint-Laurent-la-Roche e Varessia.
Il capoluogo è la località di Arthenas.